# Castell de Kanazawa
El castell Kanazawa (金 沢 城, Kanazawa-jō) és un castell japonès situat a Kanazawa, prefectura d'Ishikawa, Japó.

## Història
El castell va ser fundat en 1583 quan el clan Maeda es va traslladar a Kanazawa per establir el Domini de Kaga. Va ser reconstruït el 1592 després de les invasions japoneses a Corea i durant aquest temps va ser que es van cavar la majoria de les fosses. El castell es va incendiar i va ser novament reconstruït en 1620-1621 i novament en 1631-1632, gairebé va ser destruït en el gran incendi de Kanazawa de 1759 i reconstruït en 1762 i 1788. Després d'alguns incendis menors i un terratrèmol, el castell va ser destruït pel foc novament el 1881.
Els que roman avui dia, incloent-hi la porta Ishikawa de 1788, el Sanjukken Nagaya i la cambra de magatzem Tsurumaru són part de les estructures originals que ostenta la construcció.
La yagura Hishi, el quart de magatzem Gojiken Nagoya i el Hashizume-mon Tsuzuki yagura van ser reconstruïts el 2001 a la seva forma de 1809 utilitzant els mètodes originals de construcció.
El castell tenia tals proporcions que durant finals dels 1700 era anomenat "el lloc dels 1,000 tatamis". Una de les característiques distintives del castell és que els pisos estan fets de plom, no només perquè eren a prova de foc, sinó perquè en temps de setge aquests podien portar-se, fondre i transformar-se en bales.
Fins a 1989, la Universitat de Kanazawa estava localitzada en el terreny del castell. Durant la Segona Guerra Mundial, les instal·lacions van servir com a base d'operacions de la Novena Divisió de l'Armada Imperial Japonesa.
El castell va ser designat lloc històric el 2009.

## Estructura

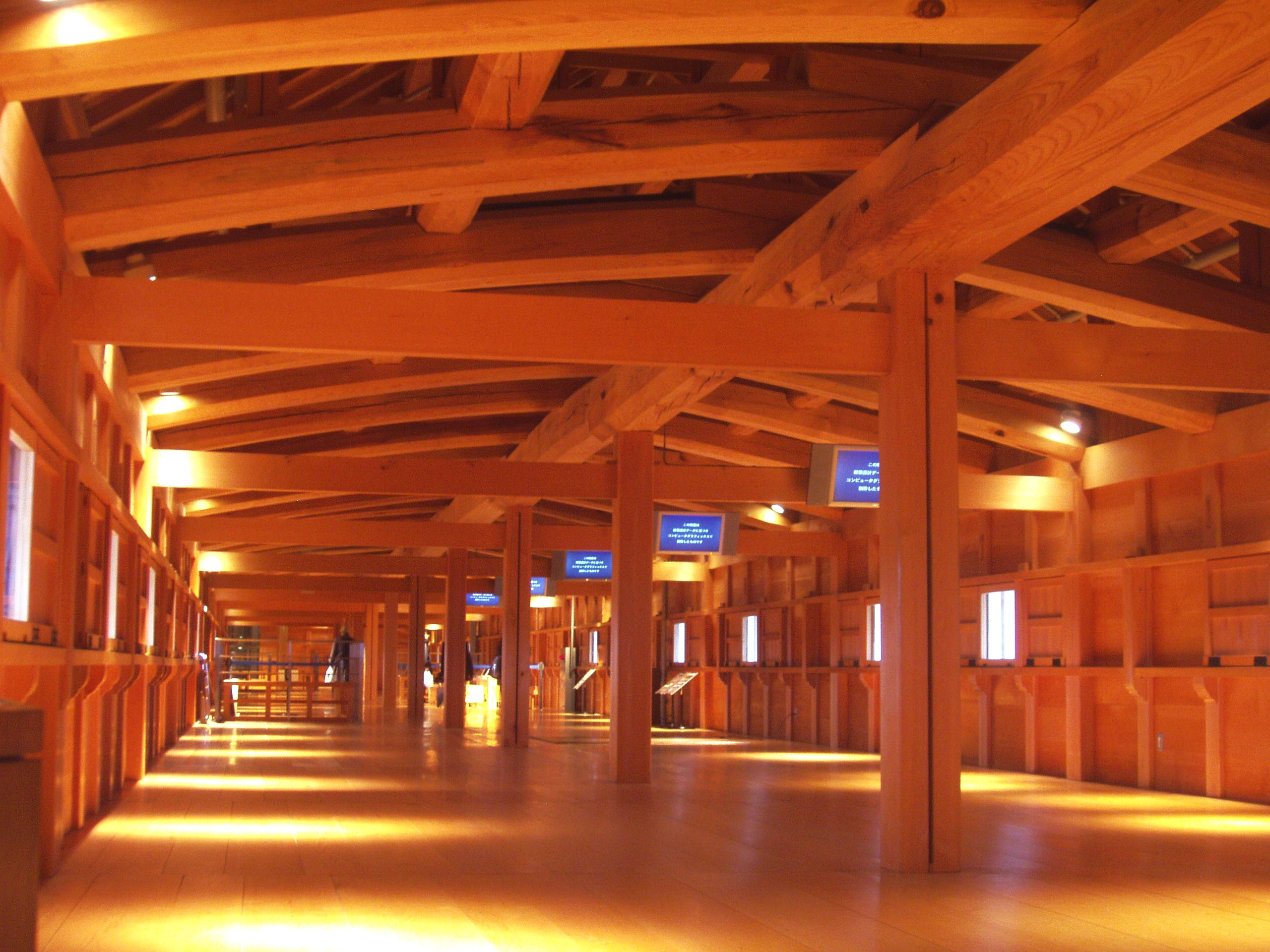
Interior del castell, reconstruït el 2001.

Els elements principals del castell inclouen:
- Hishi Yagura - torre d'observació de 3 pisos d'alçada.
- Gojikken Nagaya - torreta en forma de saló utilitzat normalment com a magatzem de dos pisos d'alçada.
- Hashizume-mon Tsuzuki Yagura - torre d'observació i lloc de comandament de tres pisos d'alçada.
- Hashizume-ichi-no-mon - Porta d'entrada.
- Tsuru-no-maru Dobei - mur.
- Ishikawa-mon - Porta d'entrada amb dos distintius tipus de treball en pedra. Ha estat designat com "Lloc de Valor Important Nacional" pel govern japonès.

El castell es troba dins d'extensos terrenys, actualment la major part són jardins d'herba ben cuidades i zones boscoses i informals.